# Josefine Heinemann
Pour les articles homonymes, voir Heinemann.
Josefine Heinemann est une joueuse d'échecs allemande née le 7 janvier 1998, grand maître international féminin depuis 2018.
Au 1er décembre 2021, elle est la numéro deux allemande et la 90e joueuse mondiale avec un classement Elo de 2 369 points.

## Biographie et carrière
Josefine Heinemann remporta le championnat d'Allemagne de moins de 18 ans en 2015.
En 2016, à Prague, elle remporta la médaille d'or par équipe avec l'Allemagne à la Mitropa Cup.
Elle a représenté l'Allemagne au championnat d'Europe d'échecs des nations en 2015 (4 points marqués en 7 rencontres), 2017 (1,5 points sur 6) et 2021. En 2021, elle disputa tous les matchs et marqua 6 points sur 9 au deuxième échiquier, le meilleur pourcentage et le plus grand nombre de points marqués parmi les joueuses de l'équipe allemande qui finit cinquième de la compétition.